# City for Sale
City for Sale és una pel·lícula documental en català del 2019, coescrita i dirigida per Laura Álvarez, i produïda per Bausan Films amb la col·laboració de Televisió de Catalunya i finançada amb micromecenatge, sobre l'impacte del turisme sobre els habitants de la ciutat de Barcelona.

## Sinopsi
Barcelona, una ciutat d'uns 1,6 milions d'habitants, va rebre 30 milions de turistes l'any 2016, cosa que la fa una de les més visitades d'Europa, juntament amb Londres, París, Roma o Berlín. Interrogada per quin impacte i quines conseqüències té aquest fet pels habitants de la ciutat, el documental mostra la vida de quatre famílies de la ciutat per mostrar com el turisme massiu els està expulsant de les seves llars i barris. Segons un estudi de l'Ajuntament de Barcelona, el districte de Ciutat Vella ha perdut un 11% dels veïns en els últims 10 anys a causa de l'expansió del turisme, a més de detectar nombrosos casos d'assetjament immobiliari, gentrificació i tenir gairebé més llits per turista que per habitant. Aquest procés irreversible junt amb l'especulació immobiliària transforma la ciutat i anihila la seva bellesa i essència.
Un dels protagonistes és Jordi Papell, que viu en un pis de lloguer de renda antiga a la Via Laietana, 42, un edifici convertit en hotel després d'haver expulsat tots els residents excepte ell. Per a entrar a casa seva, ha de cridar la recepció de l'establiment i travessar el vestíbul, sovint molt freqüentat.

## Nominacions
Fou estrenada al festival DocsBarcelona de 2019 i nominada al Gaudí a la millor pel·lícula documental.